# أنطون راينهارد فالك
أنطون راينهارد فالك هو دبلوماسي ومحامي وقانوني وسياسي هولندي، ولد في 19 مارس 1777 في أوترخت في هولندا، وتوفي في 16 مارس 1843 في بروكسل في بلجيكا. انتخب سفير وانتخب وزير الشؤون الاقتصادية ‏.